# Käwä
Käwä, engl.: Chai Val, war ein Längenmaß in Annam.
- 1 Käwä = 3 Düong/Doung = 30 Thuok = 19,164 Meter
- 10 Käwä = 1 Gon = 300 Thuok = 191,64 Meter